# Марчо Марчев
Марчо (Марко) Йорданов Марчев е български офицер (генерал-майор), командир на 6-а пехотна бдинска дивизия (1944), инспектор на пехотата (1944 – 1945), инспектор по мобилизацията (1945) и директор на Военноиздателския фонд (1946 – 1948).

## Биография
Марчо Марчев е на 17 октомври 1897 година в търновското село Полски Тръмбеш . През 1919 година завършва Военното на Негово Величество училище в София и е произведен в чин подпоручик. Служи в 1-ви конен полк и в Лейбгвардейския конен полк, като от 30 януари 1923 г. е поручик. От 1927 г. е на служба в 8-а жандармерийска група, на 15 април 1928 г. е произведен в чин капитан, след което през 1929 г. е назначен за командир на ескадрон от 8-и конен полк. Година по-късно е назначен за командир на батарея от 2-ри армейски артилерийски полк. През 1932 г. завършва Военната академия. През 1935 г. е причислен към Генералния щаб и назначен за началник на химическата секция към Щаба на войската, като на 6 май същата година е произведен в чин майор. През септември същата година е уволнен за антимонархическа дейност, а в периода 1938 – 1944 г. служи в Трудови войски.
След деветосептемврийски преврат е върнат на служба и с чин полковник на 14 септември 1944 г. е назначен за командир на 6-а пехотна бдинска дивизия с която участва в Нишката и Косовската операции. На 15 декември 1944 е назначен за инспектор на пехотата, а през 1945 година инспектор по мобилизацията. На 20 юли 1946 година е уволнен от армията по собствено желание. Между 1946 и 1948 година е директор на Военноиздателския фонд.

## Военни звания
- Подпоручик (1919)
- Поручик (30 януари 1923)
- Капитан (15 май 1928)
- Майор (6 май 1935)
- Полковник (3 октомври 1942)
- Генерал-майор (3 септември 1945)

## Награди
- Военен орден „За храброст“ III степен, 2 клас
- Военен орден „За храброст“ III степен, 1 клас
- Царски орден „Св. Александър“ III степен с мечове по средата